# Mimostedes birmanus
Mimostedes birmanus là một loài bọ cánh cứng trong họ Cerambycidae.